# هوغو غروتيوس
هوغو غروتيوس (10 أبريل 1583 – 28 أغسطس 1645) هو قاض من جمهورية هولندا. وضع مع فرانشيسكو دي فيتوريا وألبريكو غنتيلي أسس القانون الدولي اعتمادًا على الحق الطبيعي. كما كان فيلسوف وعالم إلهيات ولاهوت دفاعي وكاتب مسرحي ومؤرخ وشاعر. كان لغروتيوس أثره البالغ على القانون الدولي، كما كان لآرائه الدينية أثرها على الميثودية والخمسينية، كما أنه من الشخصيات الهامة في النقاش الكالفينية-الأرمنيانية.

## بداية حياته
ولد هوغو في دلفت خلال الثورة الهولندية، وكان أول طفل لجان دي غروت وأليدا فان أوفرشي. كان والده رجلاً يحب العلم، درس سابقًا مع جستس لوبيسيوس في لايدن وذلك فضلاً عن التمييز السياسي. وأعد ابنه ضمن تعليم سياسي وأرسطي تقليدي. وكمتعلم رائع، دخل هوغو جامعة لايدن عندما كان عمره 11 عاماً فقط. وهناك درس هوغو مع أكثر المفكرين شهرةً في شمال أوروبا بمن فيهم فرانسيسكوس جونيوس، جوزيف جوستوس سكاليجر ورودولف سنيليوس.
نشر في سن السادسة عشر كتابه الأول: مطبوعة علمية من أعمال المؤلف الذي يعود إلى العصور القديمة المتأخرة مارتيانوس كابيلا حول الفنون السبعة المتحررة.
في هولندا، عُيّن هوغو محاميًا في لاهاي عام 1599 ثم مؤرخًا رسميًا لولايات هولندا عام 1601. وكانت أول مناسبة له ليبدأ بالكتابة بشكل منهجي حول قضايا العدالة الدولية عام 1604 عندما شارك في الإجراءات القانونية في أعقاب استيلاء التجار الهولنديين على القرقور البرتغالي وشحنته في مضيق سنغافورة.

## الخلاف الأرمينيوسي، الاعتقال والنفي
بفضل ارتباطه المستمر مع فان أولدنبارنيفلت فقد حقق غرتويوس تقدمًا كبيرًا في مسيرته المهنية السياسية، إذ استبقي مستشارًا مقيمًا لأولدنبارنيفلت في عام 1605 والمحامي العام لخزينة الدولة في هولندا وفرايزلاند وزيلاند، ثم مستشارًا قانونيًا في هولندا (ما يعادل منصب العمدة) عام 1613. عام 1608 تزوج فان ريجيرسبيرج وأنجبا ثمانية أطفال (أربعة منهم عاشوا بعد فترة الشباب) وقد كانت مساعدتها له وللعائلة في تجاوز العاصفة القادمة لا تقدر بثمن.
نشب في هذه السنوات جدل لاهوتي كبير بين رئيس علم اللاهوت في لايدن جاكوبوس أرمينيوس وأتباعه (الذين يطلَق عليهم الأرمينيوسيون أو ريمونسترانتيون) واللاهوتي المؤيد للكالفينية بشدة فرنسيسكوس غوماروس الذي يطلَق على أتباعه اسم الغوماريون أو معارضي الريمونسترانتيين. كانت جامعة لايدن تحت سيطرة ولاية هولندا وكانوا مسؤولين من بين أمور أخرى عن التعيينات في هذه المؤسسة التي حكمها -تحت اسمهم- مجلس الأمناء وفي الحالات النهائية كانت الولايات مسؤولة عن أي حالة من حالات الهرطقة بين الأساتذة. وقد طغت الحرب الإسبانية المستمرة على النزاع المستمر الناشئ حول الأستاذية الأرمينية وتوفي البروفيسور عام 1609 عشية الهدنة التي مدتها 12 عاماَ. نقل السلام الحاصل تركيز الناس إلى الجدال وأتباع أرمينيوس.

## الخلاف داخل البروتستانتية الهولندية
اتسع نطاق الخلاف عندما عُيّن اللاهوتي الريمونسترانتي كونراد فورستيوس ليحل محل جاكوبوس أرمينيوس رئيسًا لعلم اللاهوت في لايدن. سرعان ما اعتبر معارضو الريمونستراتيون أن فوستيوس يبتعد عن تعليم الأرمينيوسية إلى السوسنية واتهم بتعليم الكفر، ما أدى إلى طرد فورستيوس من قبل أستاذ اللاهوت سيبيراند لوبرتوس. من ناحية أخرى، روج يوهانس وينتبوغيرت (زعيم ريمونسترانتي) ويوهان فان أولدنبارنفلت -كبير المستشارين السياسيين في هولندا- إلى تعيين فورستيوس وبدؤوا في الدفاع عن أفعالهم. 
استقال جوماروس من منصبه في ليدن احتجاجًا على أن فورستيوس لم يُطرد. دعم ملكُ بريطانيا جيمس الأول -الذي عارض بقوة ترشيح ليدن وصوّر فورستيوس على أنه زنديق فظيع- معارضي الريمونستراتية في موقفهم أيضًا. وأمر بحرق كتبه على العلن في لندن وكامبردج وأكسفورد، وضغط بشكل مستمر عبر سفيره في لاهاي رالف وينوود لإلغاء تعيين فورستيوس. بدأ جيمس في تحول ثقته من أولدنبارنيفيلت إلى موريس.
انضم غروتيوس إلى الخلاف من طريق الدفاع عن قوة السلطات المدنية بتعيين (بشكل مستقل عن رغبات السلطات الدينية) أي كان في هيئة التدريس في الجامعة. وفعل ذلك عبر كتابة «أوردينوم بيتاس» وهو كتيب موجه ضد الخصم الكالفيني البروفيسور فرانكير لوبرتوس، وقد أمره رؤساؤه في هولندا بكتابته على الرغم من أنه ربما قد خطط مسبقًا لكتابة مثل هذا الكتيب.
هذا العمل الذي اشتمل على 27 صفحة كان جدليًا لاذعًا؛ إذ يتحدث ثلثاه فقط عن سياسة الكنسية (بشكل أساسي المجامع والمكاتب الكنسية). قوبل العمل برد فعل عنيف من قبل معارضي الريمونسترانتية، ويُقال إن جميع أعمال غروتيوس التي تلت هذا العمل حتى اعتقاله عام 1618 تشكل محاولةً فاشلة لإصلاح الأضرار التي سبّبها هذا الكتاب. كتب غروتيوس كتاب «الرضا» فيما بعد؛ بهدف إثبات أن الأرمينيوسيين أبعد ما يكون عن السوسيين.

## روابط خارجية
- هوغو غروتيوس على موقع الموسوعة البريطانية (الإنجليزية)
- هوغو غروتيوس على موقع إن إن دي بي (الإنجليزية)